# Oxford University (film)
Oxford University è un film statunitense del 1984 diretto da Robert Boris.

## Trama
Nick Di Angelo è un ragazzo italoamericano che lavora in un casinò di Las Vegas per guadagnare soldi. Crede che l'unico modo per conquistare Lady Victoria, la donna dei suoi sogni, sia entrare all'Università di Oxford e unirsi alla squadra di canottaggio. 
Di Angelo viene accettato all'Oriel College, un college dell'Università di Oxford. Qui conoscerà Rona, una studentessa sua connazionale, ma scoprirà anche che Lady Victoria è profondamente innamorata di Colin Gilchrist Fisher, un vogatore del Christ Church College.

Trama sbagliata.